# Pavel Šťastný
Pavel Šťastný (* 24. června 1965 Roudnice nad Labem) je český designér, výtvarník a typograf, autor výtvarného návrhu loga Občanského fóra.

## Život
V letech 1986–1989 pracoval jako vedoucí galerie Nová síň. Roku 1989 začal studovat na Vysoké škole uměleckoprůmyslové v Praze v ateliéru písma a knižní kultury a ateliéru malby. 25. listopadu téhož roku zvítězil v soutěži na logo Občanského fóra.

## Profesní kariéra
Později byl spoluvlastníkem reklamní agentury ANY (1990–2001) jako creative-director a současně ještě jako art-director u Young & Rubicam (1994–1995). Od roku 2002 pracoval u firmy Post Production House která se specializovala na televizní reklamy. Pro Českou centrálu cestovního ruchu vytvářel prezentační expozice České republiky na veletrzích po celém světě. Působí jako kurátor výstav a módních přehlídek. Je majitelem designové a realizační firmy Plechárna a členem TypoDesignClubu.

## Tvorba

### Realizované návrhy (výběr)
- logo Občanského fóra (1989)
- Centrum Paraple (2005, nová podoba r. 2016)
- Engine automobile culture (2005)
- Seznam.cz
- Datart
- Slovanský dům
- MIG 21
- Farmářské trhy na Kulaťáku

### Kurátor
- 1999 Gurmán Točník – výstava a módní přehlídka na téma gurmánství
- 2001 Funny vany – Podolí Praha – výstava kolekce ručně malovaných van
- 2002 Místo očisty – výstava v rámci přehlídky českého designu – Praha – Národní galerie Veletržní palác
- 2002 T – Shirts Qubus Fashion – Praha 1 – výstava a módní přehlídka nových designů triček
- 2003 Pučení – Praha 9 Podviní – módní přehlídka modelů z pečiva a výstava soch v přírodě
- 2004 TypoDesignClub – výstava v rámci přehlídky českého designu – Praha – NG Veletržní palác

## Galerie

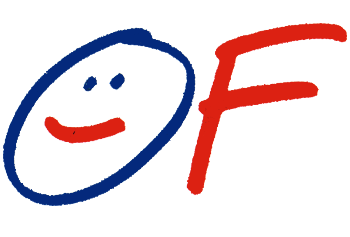
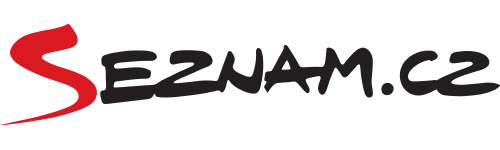
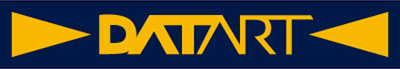

## Ocenění
- Nejlepší výroční zpráva roku – Expandia Banka
- Nejlepší kalendář roku – Šumná a bezbranná
- Nejlepší televizní pořad roku, cena Tý–Tý – Banánové rybičky
- Zlatá deska za CD – Banánové rybičky
- Nejlepší film roku, cena Český lev a nominace na Oskara – Díky za každé nové ráno
- Národní cena za corporate design filmu od Design Centra ČR – Milenci a vrazi[3]